# MAN SG 220 (Avtomontaža)
MAN SG 220 je zglobni mestni avtobus, ki so ga izdelovali v ljubljanski Avtomontaži.
Vozilo je nastalo na podvozju istoimenskega MAN-ovega modela SG 220, nadgradnjo so z določenimi oblikovnimi spremembami izdelovali v ljubljanskem podjetju.
V Nemčiji so omenjeni model izdelovali v letih 1978–[1983]], ko ga je nasledil model SG 240H. Zaradi standardizacije in poenotenosti vozil javnega potniškega prometa so zelo podobne modele izdelovali še v Mercedes-Benzu, Magirusu-Deutzu in Büssingu.
MAN SG 220 je avtobus, ki sodi v prvo generacijo MAN-ovih mestnih avtobusov (MAN Nutzfahrzeuge GmbH). Oznaka SG pomeni v nemščini:
- S - Standard (enotni)
- G - Gelenkbus (zgibni avtobus).

V Avtomontaži so omenjene modele izdelovali v letih 1980–1991. Vmes so sicer doživeli nekaj oblikovnih popravkov (npr. oblika smernikov, število izstopnih vrat ...). Vozila so bila namenjena predvsem prevozniškim podjetjem v nekdanji Jugoslaviji. Tako so Avtomontažini izdelki vozili po Ljubljani, Mariboru, Kopru, Kranju, Zagrebu, Pulju, Splitu, Reki, Beogradu ... Avtobusi so veljali za izredno vzdržljive in kvalitetne.

## Tehnični podatki
- oblika karoserije: zgibni, enonivojski
- osi: 3
- moč motorja: 162 - 179 kW
- prostornina: 11.410 ccm
- dolžina: 16.480 mm
- širina: 2.500 mm
- višina: 3.010 mm
- teža praznega vozila: 13.330 kg
- največja dovoljena masa: 24.000 kg
- število vrat: 3-4
- število sedežev: 1 + 33
- število stojišč: 120
- poraba goriva: približno 45 l/100 km

## Zanimivost
Zagrebški avtobus int. št. 586 (v uporabi od 1983 do 2006) je dosegel kar 2.000.000 km.
Zadnji primerek je prenehal z rednim obratovanjem z začetkom šolskega leta oziroma septembra 2016 na redni liniji številka 3B.
Koprski avto še vedno obstaja in je del združenja inBUSclub iz Trsta v Italiji, ki obnavlja in rešuje zgodovinske avtobuse.

## Galerija slik
- Števec avtobusa
- Stopnice izstopnih vrat
- Notranjost
- Tablica s tehničnimi podatki
- Avtobus Autotroleja z Reke
- Avtobus ZET-a iz Zagreba